# Князь-Владимирский храм (Владимир)
Князь-Владимирский храм — приходской православный храм в городе Владимире, на Князь-Владимирском кладбище. Принадлежит к Владимирской епархии Русской православной церкви.

## История
В 1783 году, на городском кладбище, возникшем в городе Владимире в период эпидемии моровой язвы 1774 года, был возведён храм в традициях русского классицизма. По легендам, храм стоит на месте священной языческой рощи Кузявка в бывшей Яриловой долине, где в дохристианские времена стоял идол Ярилы и совершались языческие обряды. Он имел три престола: в главном храме — во имя святого равноапостольного князя Владимира, в приделах — во имя праведных Симеона Богоприимца и Анны пророчицы, и во имя святых мучеников Адриана и Наталии.
В 1795 году владимирские граждане просили епископа Владимирского Виктора (Онисимова) о назначении к церкви отдельного священника в чём просителям было отказано с мотивировкой, что кладбищенские церкви опекаются причтами приходских церквей. Позднее эта практика была изменена, так как по документам 1876 года священник церкви Иоанн Строев был награждён крестом от Святейшего синода и в том же году назначен церковный староста — «купеческий племянник Александр Васильев Боровецкий».
В 1891 году церковь была утеплена, установлен новый иконостас, в главном храме расписаны стены. Содержание храма составляли проценты с капитала 4460 рублей, пожертвованного на вечное поминовение, а также доходов от служб и требоисправлений — всего до 1500 рублей в год. Причт жил в церковном доме, выстроенном в 1879 году при настоятеле о. Андрее Покровском (служил в храме с 1876 по 1907 г.; + 29 мая 1909).
29 февраля 1895 года епархиальный архитектор, младший инженер строительного отделения губернского правления Николай Корицкий представил проект колокольни Князь-Владимирской церкви. Колокольня была посвящена памяти императоров Александра II и Александра III. Летом 1895 года проект был утверждён в Петербурге. Колокольня была возведена к осени 1897 года, а её строительство обошлось в 5940 рублей 10 копеек, из которых на 657 рублей было пожертвовано материалами купцами-благотворителями.
С 1939 по 1944 год церковь была единственным действующим православным храмом во Владимире. Осенью 1941 года приход храма собрал средства на танковую колонну, а в 1942 году И. Сталин прислал благодарность Каику — священнику кладбищенской церкви за передачу в фонд обороны 100 тысяч рублей личных средств.